# Cassus
Cassus ist in der griechischen Mythologie einer der 50 Söhne des Aigyptos, des Zwillingsbruders von Danaos, und zählt daher zu den Aigyptiaden. 
Laut der schlecht überlieferten, unvollständigen Liste mit 47 von 50 Danaidenpaarungen in den Fabulae des Hyginus Mythographus wurde er von seiner Gemahlin Helicta in der Hochzeitsnacht getötet.
Der Name des Cassus ist ebenso verderbt wie der seiner Gemahlin. Bernhard Bunte vermutete hinter dem Aigyptos-Sohn den in der Bibliotheke des Apollodor genannten Kisseus.